# Boomkat
Boomkat (ofta skrivet BoomKAT) är en amerikansk pop- och elektronicaduo som består av syskonen Taryn och Kellin Manning. Gruppen är mest känd för singlarna "What U Do 2 Me" och "The Wreckoning" från deras debutalbum Boomkatalog.One, som släpptes 2003. Gruppen hade även med låten "Wastin' My Time" på soundtracket till filmen 8 Mile, i vilken Taryn medverkade som skådespelare.

## Diskografi
Studioalbum
- 2003 – Boomkatalog.One
- 2008 – A Million Trillion Stars

EP
- 2008 – Runaway EP

Singlar
- 2003 – "The Wreckoning" (# 1 på Billboard Hot Dance Club Songs)
- 2003 – "What U Do 2 Me"
- 2008 – "Run Away"
- 2009 – "Run Boy"
- 2009 – "Stomp"
- 2010 – "Lonely Child"
- 2017 – "Glithclife" (# 1 på Billboard Hot Dance Club Songs)